# Charles Adam Lewenhaupt
Charles Adam Lewenhaupt, född 6 november 1760 i Strassburg, död 4 september 1821 genom drunkning vid Achenheim nära Strassburg, var en svensk militär som först gjorde greve och militär karriär i Frankrike och blev senare ryttmästare vid svenska adelsfanan.
Charles Adam Lewenhuaupt blev volontär vid regementet Royal Alsace, underlöjtnant där 1775, kornett vid södra Skånska kavalleriregementet 1776, löjtnant 1778 innan han 1779 tog avsked från franska militären. Han blev 1782 löjtnant vid södra skånska kavalleriregementet, placerades vid kungens värvade regemente 1785 och blev löjtnant där 1786. 1788 befordrades Lewenhaupt till kapten. Han blev 1790 riddare av svärdsorden och 1795 ryttmästare vid svenska adelsfanan. Lewenhaupt bevistade finska kriget 1788–1790.
Charles Adam Lewenhaupt var son till överste Adam Lewenhaupt. Han gifte sig 1811 med grevinnan Christiana Louise von Stralenheim-Wasaborg, dotter till greve Gustaf Henning von Stralenheim och friherrinnan Marie Louise von Esebeck. Sonen Charles Auguste Lewenhaupt (1812–1897) var far till Sixten Lewenhaupt.